# Église Saint-Étienne de Prunet
Pour les articles homonymes, voir Église Saint-Étienne et Saint-Étienne (homonymie).
L'église Saint-Étienne de Prunet est une église catholique située à Prunet-et-Belpuig, en France.

## Localisation
L'église est située dans le département français des Pyrénées-Orientales, sur la commune de Prunet-et-Belpuig.

## Historique
La première mention de l'église remonte à 1050. 
Le cimetière est inscrit au titre des monuments historiques en 2004 et l'église classée la même année.

## Architecture et description
Édifice pré-roman à nef unique, chevet plat légèrement trapézoïdal. La nef est couverte d'une voûte en berceau sur laquelle s'appuie un clocher du XIe siècle à baies géminées. Au fond de la nef, tribune en bois du XVIIe siècle.

## Mobilier
Le mobilier comporte deux éléments remarquables :
- une Vierge à l'Enfant du XIIIe siècle classée au titre d'objet[2].
- un Ciboire également du XIIIe siècle et classé au titre d'objet[3].